# Elezioni amministrative in Nagorno Karabakh del 2011
Le elezioni amministrative in Nagorno Karabakh  del 2011 si sono tenute il giorno 18 settembre e hanno interessato il rinnovo delle cariche di sindaco e del “Consiglio degli anziani” di quasi tutte le comunità urbane e rurali della repubblica caucasica de facto del Nagorno Karabakh, esistita dal 1992 al 2024.

## Votanti
Secondo i dati della Commissione elettorale centrale hanno votato il 59% degli aventi diritto (circa 93000).

## Sindaco di Stepanakert
Il dato più importante riguarda l'elezione del sindaco della capitale dove  Suren Grigoryan con il 62,5% dei voti si è imposto su Eduard Aghabekyan (già sindaco dal 2004 al 2008); al terzo posto si è piazzato Marat Hasratian che ha ottenuto il 14% dei voti.